# Aichryson palmense
Aichryson palmense là một loài thực vật có hoa trong họ Crassulaceae. Loài này được Webb ex Bolle miêu tả khoa học đầu tiên năm 1859.